# Sara Shimizu
Sara Shimizu (japanisch 清水 さら; * 12. November 2009) ist eine japanische Snowboarderin. Sie startet in der Disziplin Halfpipe.

## Werdegang
Shimizu startete international erstmals in der Saison 2022/23 und siegte dabei zweimal im Europacup am Kitzsteinhorn und einmal im Australian New Zealand Cup in Cardrona. Bei den Olympischen Jugend-Winterspielen 2024 in Gangwon holte sie die Silbermedaille. Zu Beginn der Saison 2024/25 gewann sie erneut beim Australian New Zealand Cup in Cardrona und nahm im Secret Garden erstmals am Snowboard-Weltcup teil, wobei sie den fünften Platz errang. Im weiteren Saisonverlauf holte sie in Copper Mountain ihren ersten Weltcupsieg und errang in Aspen den dritten Platz. Sie kam damit auf den zehnten Platz im Park & Pipe-Weltcup und auf den dritten Rang im Halfpipe-Weltcup. Bei den Winter-X-Games 2025 in Aspen gewann sie die Bronzemedaille und bei den Winter-Asienspielen 2025 in Yabuli die Goldmedaille. Zudem holte sie bei den Weltmeisterschaften 2025 im Engadin die Silbermedaille.

## Erfolge

### Snowboard-Weltmeisterschaften
- 2025 Engadin: 2. Platz Halfpipe

### Winter-X-Games
- 2025 Aspen: 3. Platz Halfpipe

### Winter-Asienspiele
- 2025 Yabuli: 1. Platz Halfpipe

### Weltcupsiege und Weltcup-Gesamtplatzierungen

#### Weltcupsiege
| Nr. | Datum             | Ort             | Disziplin |
| --- | ----------------- | --------------- | --------- |
| 1.  | 20. Dezember 2024 | Copper Mountain | Halfpipe  |

#### Weltcup-Gesamtplatzierungen
| Saison  | Park & Pipe | Park & Pipe | Halfpipe | Halfpipe |
| Saison  | Punkte      | Platz       | Punkte   | Platz    |
| ------- | ----------- | ----------- | -------- | -------- |
| 2024/25 | 241         | 10.         | 241      | 3.       |